# 3,5-Diiodthyronin
3,5-Diiodthyronin (3,5-T2) ist in seiner L-Form ein aktives Schilddrüsenhormon aus der Klasse der Iodthyronine mit L-Thyroxin-ähnlicher Wirkung. In der Schilddrüse wird 3,5-Diiod-L-thyronin durch Deiodasen deaktiviert. Es entsteht in vivo mit Hilfe der Enzyme Typ-1- und Typ-2-5′-Deiodase durch Deiodierung aus Triiodthyronin (T3).
Wenn in diesem Text oder in der wissenschaftlichen Literatur „3,5-Diiodthyronin“ ohne weiteren Namenszusatz (Deskriptor) erwähnt wird, ist 3,5-Diiod-L-thyronin gemeint.

## Vorkommen
Die (S)-Form (=  L-Form) der Verbindung kommt in marinen Algen vor. 3,5-T2 kann im Serum von gesunden Personen und von Patienten nach Schilddrüsenresektion unter Substitutionstherapie mit L-T4 gefunden werden.

## Biologische Effekte
3,5-T2 stimuliert den TR-Beta-Rezeptor für Schilddrüsenhormone und damit den Grundumsatz. Es hat agonistische Wirkungen an Myokard und Hypophyse, so dass es in der Lage ist, die TSH-Sekretion zu dämpfen (negatives Feedback). 3,5-T2 ist darüber hinaus ein allosterischer Regulator der Cytochrom-c-Oxidase, des Komplexes IV der Atmungskette.

## Klinische Bedeutung
Im Falle eines Non-Thyroidal-Illness-Syndroms (NTIS) werden erhöhte 3,5-T2-Spiegel beobachtet. Das könnte eine Erklärung darstellen, warum die Gabe von Schilddrüsenhormonen bei schwer Kranken mit NTIS nicht von Nutzen ist.